# Gavin Hamilton
Pour les articles homonymes, voir Hamilton.
Ne doit pas être confondu avec Gawen Hamilton.
Gavin Hamilton, né en 1723 à Lanark, mort le 4 janvier 1798 à Rome, est un peintre néo-classique écossais.

## Biographie
Il appartient à la famille qui a donné son nom à la ville d'Hamilton.
Il se forme à l'université de Glasgow puis part étudier à Rome dans les années 1740, sous la direction d'Agostino Masucci.
Après un bref retour en Écosse, il peint plusieurs portraits à Londres.
Il retourne en 1756 à Rome, où il réside jusqu'à sa mort en 1798, tout en ayant une activité importante en tant qu'archéologue et marchand d'œuvres d'art antiques.

## Œuvre
Il fut très proche de l'école classique de Winckelmann. Amateur de la peinture de Poussin et des écrits de Homère, il encouragea le goût pour un style classique grec strict. Il incita aux fameuses fouilles d'Athènes, Stuart et Revett qui influencèrent le style néo-classique.
Hormis quelques portraits de nobles, la plupart de ses sujets appartiennent à la Grèce ou à la Rome classiques. Son œuvre la plus célèbre est un cycle de six tableaux tirés de l'Iliade d'Homère qu'il commença en 1758 et acheva près de vingt ans plus tard.
- Agrippine arrivant à Brindisi avec les cendres de Germanicus, 1765-1772, huile sur toile, 1 821 × 256 cm, Tate Britain, Londres[2]
- Vénus accordant, à Pâris, Hélène pour épouse, 1782-1784.
- Vénus présentant Hélène à Pâris, vers 1777-1780, huile sur toile, 211 × 259 cm, musée du Louvre.